# Chouzelot
Chouzelot település Franciaországban, Doubs megyében. Lakosainak száma 253 fő (2022. január 1.). Chouzelot Boussières, Quingey és Vorges-les-Pins községekkel határos.

## Népesség
A település népességének változása:
| Lakosok száma | 187  | 219  | 239  | 311  | 274  | 269  | 269  | 266  | 265  | 253  |
|               | 1968 | 1982 | 1990 | 2006 | 2013 | 2015 | 2017 | 2019 | 2020 | 2022 |